# Campeonato Europeo de la UEFA Sub-19 2005
El Campeonato Europeo de la UEFA Sub-19 2005 se llevó a cabo en Irlanda del Norte del 18 al 29 de julio y contó con la participación de 8 selecciones juveniles de Europa provenientes de una eliminatoria.
Francia venció en la final a Inglaterra para conseguir su quinto título continental de la categoría.

## Participantes
| - Armenia - Inglaterra - Francia - Alemania | - Grecia - Irlanda del Norte (anfitrión) - Noruega - Serbia y Montenegro |

## Estadios
| Ciudad    | Estadio         | Equipo(s) Local(es) | Capacidad |
| --------- | --------------- | ------------------- | --------- |
| Belfast   | Windsor Park    | Linfield            | 18,000    |
| Belfast   | The Oval        | Glentoran           | 15,250    |
| Newry     | The Showgrounds | Newry City          | 6,500     |
| Lurgan    | Mourneview Park | Glenavon            | 5,000     |
| Ballymena | The Showgrounds | Ballymena United    | 5,000     |

## Fase de grupos

### Grupo A
| País                | J | G | E | P | GF | GC | GD | Pts |
| ------------------- | - | - | - | - | -- | -- | -- | --- |
| Serbia y Montenegro | 3 | 3 | 0 | 0 | 8  | 2  | +6 | 9   |
| Alemania            | 3 | 2 | 0 | 1 | 7  | 5  | +2 | 6   |
| Grecia              | 3 | 1 | 0 | 2 | 1  | 6  | –5 | 3   |
| Irlanda del Norte   | 3 | 0 | 0 | 3 | 1  | 4  | –3 | 0   |

| 18 de julio de 2005 | Serbia y Montenegro                                  | 4 – 2   | Alemania                     | The Showgrounds, Newry               |                                      |
|                     | Veselinović 57' 59' · Marinković 75' · Markovski 93' | Reporte | Polanski 37' · Kučuković 51' | Árbitro(s): Alberto Undiano Mallenco | Árbitro(s): Alberto Undiano Mallenco |

| 18 de julio de 2005 | Irlanda del Norte | 0 – 1   | Grecia          | Windsor Park, Belfast     |                           |
|                     |                   | Reporte | Petropoulos 15' | Árbitro(s): Viktor Kassai | Árbitro(s): Viktor Kassai |

| 20 de julio de 2005 | Grecia | 0 – 3   | Alemania                                | Mourneview Park, Lurgan   |                           |
|                     |        | Reporte | Müller 16' · Polanski 43' · Boateng 47' | Árbitro(s): Damir Skomina | Árbitro(s): Damir Skomina |

| 20 de julio de 2005 | Irlanda del Norte | 0 – 1   | Serbia y Montenegro | The Showgrounds, Newry  |                         |
|                     |                   | Reporte | Veselinović 78'     | Árbitro(s): Pieter Vink | Árbitro(s): Pieter Vink |

| 23 de julio de 2005 | Alemania                     | 2 – 1   | Irlanda del Norte | The Oval, Belfast            |                              |
|                     | Steinhöfer 85' · Epstein 89' | Reporte | Stewart 91'       | Árbitro(s): Matteo Trefoloni | Árbitro(s): Matteo Trefoloni |

| 23 de julio de 2005 | Grecia | 0 – 3   | Serbia y Montenegro                         | The Showgrounds, Ballymena                                                                                                | |
|                     |        | Reporte | Veselinović 4' (pen.) 43' · Arsenijević 16' | Árbitro(s): Duarte Gomes Irlanda del norte se convierte en el segundo país anfitrión en quedarse fuera en fase de grupos. | Árbitro(s): Duarte Gomes Irlanda del norte se convierte en el segundo país anfitrión en quedarse fuera en fase de grupos. |

### Grupo B
| País       | J | G | E | P | GF | GC | GD | Pts |
| ---------- | - | - | - | - | -- | -- | -- | --- |
| Francia    | 3 | 2 | 1 | 0 | 5  | 2  | +3 | 7   |
| Inglaterra | 3 | 1 | 2 | 0 | 5  | 4  | +1 | 5   |
| Noruega    | 3 | 1 | 0 | 2 | 5  | 6  | –1 | 3   |
| Armenia    | 3 | 0 | 1 | 2 | 1  | 4  | –3 | 1   |

| 18 de julio de 2005 | Francia   | 1 – 1   | Inglaterra | The Oval, Belfast            |                              |
|                     | Baldé 19' | Reporte | Fryatt 9'  | Árbitro(s): Matteo Trefoloni | Árbitro(s): Matteo Trefoloni |

| 18 de julio de 2005 | Noruega                | 2 – 0   | Armenia | Mourneview Park, Lurgan   |                           |
|                     | Aoudia 21' · Nisja 69' | Reporte |         | Árbitro(s): Damir Skomina | Árbitro(s): Damir Skomina |

| 20 de julio de 2005 | Armenia   | 1 – 1   | Inglaterra           | The Showgrounds, Ballymena |                           |
|                     | Lombé 87' | Reporte | Petrosyan 72' (a.g.) | Árbitro(s): Viktor Kassai  | Árbitro(s): Viktor Kassai |

| 20 de julio de 2005 | Noruega    | 1 – 3   | Francia                            | Windsor Park, Belfast    |                          |
|                     | Larsen 57' | Reporte | Gourcuff 16' (pen.) 29' 83' (pen.) | Árbitro(s): Duarte Gomes | Árbitro(s): Duarte Gomes |

| 23 de julio de 2005 | Armenia | 0 – 1   | Francia    | Mourneview Park, Lurgan |                         |
|                     |         | Reporte | Cambon 31' | Árbitro(s): Pieter Vink | Árbitro(s): Pieter Vink |

| 23 de julio de 2005 | Inglaterra                              | 3 – 2   | Noruega                  | The Showgrounds, Newry               |                                      |
|                     | Mills 3' · Blackstock 80' · Wheater 83' | Reporte | Aoudia 23' · Hanssen 79' | Árbitro(s): Alberto Undiano Mallenco | Árbitro(s): Alberto Undiano Mallenco |

## Fase final

### Semifinales
| 26 de julio de 2005 | Serbia y Montenegro | 1 – 3   | Inglaterra         | Mourneview Park, Lurgan   |                           |
|                     | Marinković 87'      | Reporte | Fryatt 18' 81' 93' | Árbitro(s): Viktor Kassai | Árbitro(s): Viktor Kassai |

| 26 de julio de 2005 | Francia                    | 3 – 2   | Alemania                  | The Showgrounds, Ballymena           |                                      |
|                     | Baldé 34' 58' · Cabaye 63' | Reporte | Epstein 40' · Boateng 86' | Árbitro(s): Alberto Undiano Mallenco | Árbitro(s): Alberto Undiano Mallenco |

### Final
| 29 de julio de 2005 | Inglaterra | 1 – 3   | Francia                                 | Windsor Park, Belfast                                  |                                                        |
|                     | Holmes 41' | Reporte | Chakouri 56' · Baldé 75' · Gouffran 88' | Asistencia: 5,000 espectadores Árbitro(s): Pieter Vink | Asistencia: 5,000 espectadores Árbitro(s): Pieter Vink |

## Campeón
| Eurocopa Sub-19 2005 |
| -------------------- |
| Bandera de Francia   |
| Francia 5º Título    |